# Svensk lokförarförening
Svensk lokförarförening (SLFF) var en svensk fristående fackförening för lokförare. SLFF var partipolitiskt och konfessionellt obunden. Den var inte heller medlem i någon av de stora fackliga centralorganisationerna på svensk arbetsmarknad. 
Föreningen bedriver sedan våren 2019 ingen aktiv verksamhet. Sista giltiga årsmötet 2018 slutade med en misslyckad generationsväxling och motsättningar om föreningens pengar, vilket medförde att SEB deponerade föreningens medel hos Länsstyrelsen i Stockholm.[källa behövs]

## Historik
Lokförarna hade en bakgrund av missnöje med de villkor som förhandlats fram av deras tidigare fackförbund, Statsanställdas förbund (SF) inom LO och Statstjänstemannaförbundet (ST-Lok) inom TCO. 1989 gick 90 procent av lokförarna ut i en vild strejk som varade i tre dagar.
1996 bildades Svenska lokförares intresseförening, SLIF, som fick cirka 1 800 av 2 400 lokförare i SF och ST-Lok som medlemmar. I mars 1997 ombildades intresseföreningen SLIF till fackföreningen SLFF.